# Bruno Bekolo Ebé
Bruno Bekolo-Ebé, né en 1950 à Ndellé, est un économiste et universitaire camerounais. Il assure la fonction de recteur de l'université de Douala de décembre 2003 à juin 2012. Il est auteur de plusieurs ouvrages d'économie.

## Biographie

### Enfance et débuts
Bruno Bekolo Ebé est né en 1950 à Ndellé-Ayos dans le département du Nyong-et-Mfoumou, dans la région du centre au Cameroun.
Il fait des études de sciences économiques à l'Université de Yaoundé, puis à l'Université de Paris I Sorbonne où il obtient un doctorat d'État en 1982. Il devient Professeur agrégé en 1990.

### Carrière
À partir de 1977, il enseigne à l'Université de Yaoundé et au Centre Universitaire de Douala. D'abord assistant de 1977 à 1980, il devient professeur d'économie monétaire et de politique économique à l’École supérieure de sciences économiques et commerciales de Douala, et à l'ENSET. En 1993, il est vice-recteur de l'Université de Douala.
Bruno Bekolo-Ebe est nommé recteur de l'université de Douala par décret présidentiel le 16 septembre 2003.
Il est démis de ses fonctions en juin 2012 et remplacé à la tête de l'université par Dieudonne Oyono,.

### Arrestation et poursuites judiciaires
Bruno Bekolo Ebe est accusé de détournement de fonds publics en 2014 à la suite d'un rapport du Contrôle supérieur de l’État publié en 2014, qui l'accuse lui et ses coaccusés pour mauvaise gestion pendant la période 2007 à 2010. Il est arrêté le 20 mars 2018 dans le cadre de l'opération Épervier. Il est accusé d’avoir retenu frauduleusement la somme de 143 500 000 FCFA appartenant à l’Université de Douala entre 2003 et 2012. il lui est également accusé d'avoir détourné la somme de 3 476 803 00 FCFA en coaction avec l'agent comptable de l'Université de Douala.
Après 5 années de détention, il est libéré le 24 mai 2023 par le tribunal criminel spécial et déclaré non coupable des faits de détournement,.

### Vie personnelle
Bruno Bekolo Ebé est marié à la députée Nyassa Julienne épouse Bekolo Ebe. Son épouse décède le 9 juin 2020 alors qu'il est détenu à la prison centrale de Kondengui.

## Publications
- Le statut de l'endettement extérieur dans l'économie sous-développée - Analyse critique, 1985, Présence Africaine, 441 p.,  (ISBN 2-7087-0453-2)

- Dix mesures pour relancer l'université africaine, Jean Paul Tedga (sous la dir. de ), 1993, UNESCO,  (ISBN 2-7080-0690-8)
- Mondialisation, exclusion et développement africain : Stratégies des acteurs publics et privés. Tome 1, Mondialisation, réformes économiques et développement durable, de  Bruno Bekolo-Ebe, Touna Mama, Séraphin Magloire Fouda, 2007, Maisonneuve & Larose, Paris, 261 p. (ISBN 2706819804)
- Intermédiation financière et financement du développement en Afrique » (sous la direction), Presse Universitaire de Yaoundé, Mars 2002, 398 p.,  (ISBN 9782911541629)